# Askesis
Askesis (stgr. ἄσκησις) – ćwiczenie; w filozofii starożytnej fizyczne i duchowe ćwiczenie w cnocie; źródło pojęcia ascezy.

## Cynicy
Askesis było pojęciem kluczowym dla etyki w filozofii cynickiej. Dla cyników, cnota wymagała wyrobienia odporności na trudności stawiane przez naturę. Można ją było sobie wyrobić przez hartowanie ciała i ducha i nabycie przyzwyczajeń w panowaniu nad przyjemnościami. Wskazując tę drogę cynicy używali dwóch pojęć: trudu (stgr. πόνος, ponos) i askesis (ćwiczenia)  .
Askesis była ćwiczeniem zarówno ciała, jak i ducha. Diogenes z Synopy wskazywał, że oba rodzaje ćwiczeń nawzajem się wspomagają. Ćwiczenia fizyczne są warunkiem osiągnięcia doskonałości, również moralnej. Askesis pozwala wyzwolić się od związania żądzami i jest warunkiem wolności oraz cnotliwego i, tym samym, szczęśliwego życia  .

## Późniejszy rozwój
Askesis pełniło również istotną rolę u neostoickiego filozofa pozostającego pod wpływem cyników, Muzoniusz Rufus. Również dla niego cnota wymagała ćwiczeń w jej praktykowaniu. Przyzwyczajanie ciała do znoszenia niedogodności i cierpień, umiejętność odmawiania sobie przyjemnością warunkiem koniecznym osiągnięcia cnoty.
Z pojęcia askesis wykształciło się pojęcie ascezy, rozumianej jako wyrzekanie się przyjemności.